# Sinagoga Chesed-El
La Sinagoga Chesed-El (en chino: 圣诺犹太庙; en inglés: Chesed-El Synagogue) es una sinagoga en Singapur. Se encuentra en Oxley Rise en el Área planificada de River Valley, en la zona central, en el distrito central de negocios de Singapur.
La sinagoga fue construida en 1905. A medida que la comunidad judía creció más allá de la capacidad de la Sinagoga Maghain Aboth, se tuvo la necesidad de este segundo lugar de culto, que fue construido en el estilo tardío renacentista. También fue uno de los primeros lugares en utilizar lámparas de gas en Singapur.